# Cộng đồng An ninh - Chính trị ASEAN
Cộng đồng An ninh – Chính trị ASEAN (tiếng Anh: ASEAN Political – Security Community, viết tắt: APSC) là một trong ba trụ cột của Cộng đồng ASEAN được các nhà lãnh đạo các quốc gia thành viên ASEAN chấp thuận tại Hội nghị cấp cao ASEAN lần thứ chín (năm 2003). Để thực hiện đầy đủ ba trụ cột trong Hiệp ước Bali II năm 2003 vào thời điểm thành lập Cộng đồng Kinh tế năm 2015, kế hoạch cho Cộng đồng Chính trị – An ninh ASEAN (APSC) và Cộng đồng Văn hóa – Xã hội ASEAN (ASCC) đã được chấp thuận tại Cha-Am, Thái Lan vào năm 2009.

## Mục đích thành lập
APSC là sáng kiến của Indonesia và được các nước thành viên khác tán thành, có mục đích thúc đẩy sự hợp tác về chính trị và an ninh toàn ASEAN. APSC sẽ không phải là một liên minh quân sự, một hiệp ước phòng thủ, hay một chính sách ngoại giao chung.

## Các mục tiêu
APSC hướng đến mục tiêu đưa sự hợp tác về chính trị và an ninh của ASEAN lên một tầm cao mới.

## Kế hoạch xây dựng
Kế hoạch xây dựng tổng thể APSC được thông qua hội nghị cấp cao 14 năm 2009. Gồm 5 lĩnh vực chính:
- Hợp tác chính trị: Xây dựng và chia sẻ chuẩn mực ngăn ngừa xung đột, giải quyết xung đột, xây dựng hòa bình sau khi xung đột.
- Các biện pháp tăng cường ASEAN mở rộng hợp tác bên ngoài xây dựng APSC với 3 đặc trưng chính: Một cộng đồng hoạt động theo luật lệ với các chuẩn mực chung, Một khu vực gắn kết hòa bình thịnh vượng tự cường có trách nhiệm chung, Đảm bảo an ninh toàn diện(*).(*): An ninh toàn diện là một khái niệm được sử dụng rộng rãi ở Thái Bình Dương, Thuật ngữ này đưa ra ở Nhật Bản vào những năm 70 dưới thời chính phủ OIRAN khái niệm một cách toàn diện bao gồm các mối đe dọa quân sự và phi quân sự với toàn bộ của quốc gia. ASEAN dùng khái niệm trên thay vì các mối đe dọa an ninh bên ngoài, đặc biệt là sau khi xuất hiện các cuộc đối thoại an ninh đa phương, khái niệm an ninh toàn diện được mở rộng cấp độ khu vực.
- Một khu vực năng động rộng mở với bên ngoài trong một thế giới ngày càng gắn kết và tùy thuộc lẫn nhau. 
- Các vấn đề thách thức: Vấn đề chống khủng bố, tăng cường sự hiện diện của Mỹ ở ĐÔNG NAM Á dẫn đến sự phân cực các nước ASEAN, tranh chấp biển đông - vấn đề quân sự.